# صموئيل ديفيس
صموئيل ديفيس (بالإنجليزية: Samuel Davis)‏ هو سياسي أمريكي، ولد في 1774 في الولايات المتحدة، وتوفي بنفس المكان في 20 أبريل 1831. حزبياً، نشط في الحزب الفيدرالي الأمريكي. انتخب عضو مجلس النواب الأمريكي.